# Tina Sainz
María Fernanda Agustina "Tina" Sainz Rubio (Madrid, 26 de febrer de 1945) és una actriu espanyola.

## Biografia
Filla d'un apuntador de teatre. De petita acudia amb el seu pare a la tertúlia del Café Comercial amb Antonio Mingote i Rafael Azcona i amb 16 anys va treballar d'aprenent de modisteta per 35 pessetes al dia, abans de fer la seva primera prova al teatre.
Va començar la seva activitat interpretativa sobre els escenaris, participant en muntatges com La camisa (1962), de Lauro Olmo; English Spoken (1968), de Lauro Olmo; Los buenos días perdidos (1973), d'Antonio Gala, o El adefesio (1976), de Rafael Alberti.
Amb posterioritat, interpretaria sobre les taules, entre d'altres, Dígaselo con Valium (1993), de José Luis Alonso de Santos; Mi querida familia (1994), de Neil Simon, i El cartero de Neruda (2006), d'Antonio Skármeta.
No obstant això, ja des de principis de la dècada dels seixanta, la seva carrera es va vincular molt estretament a la televisió, i es converteix en assídua dels espais dramàtics de TVE, com Platea, Primera fila, Mañana puede ser verdad (1964), Novela, Estudio 1, Siempre alegres, Hora once (1969), Cuentopos (1974) o Teatro de siempre. En 1970 arribaria a protagonitzar la seva pròpia sèrie Remite: Maribel, una comèdia escrita per Alfonso Paso.
Debuta al cinema el 1967 amb Los chicos con las chicas, vehicle de lluïment del llavors grup musical de moda a Espanya, Los Bravos. Al llarg de la dècada següent, la seva activitat cinematogràfica la porta a intervenir en desenes de títols, especialment comèdies lleugeres, entre les quals s'inclouen Españolas en París (1971), Las Ibéricas F.C. (1971) o Cuando los niños vienen de Marsella (1974).
Durant els vuitanta se centra fonamentalment en la seva carrera teatral, arribant a dirigir el Teatro Estable de Màlaga.
En 1991 presenta el programa de TVE Juego de niños i des de llavors ha compaginat cinema i televisió, mitjà en el qual han destacat els seus papers de repartiment en les sèries Compañeros (1998-2002), interpretant Tere, la directora del Colegio Azcona, i Mis adorables vecinos (2004-2006), donant vida a Teresa de Bromujo, una majordoma impertinent. Ambdues a Antena 3.
Persona de reconegut compromís polític i lligada al Partit Comunista d'Espanya, en 1975 es va unir a la primera vaga d'actors en reclamació a un dia de descans en els teatres, en la qual va participar activament amb altres companys de professió, com Concha Velasco o Juan Diego, i durant la qual va ser detinguda, juntament amb Rocío Dúrcal, i empresonada a Yeserías.
Casada molt jove, és mare d'un fill que viu a Atlanta i treballa en la cadena estatunidenca CNN. Darrerament ha manifestat que va rebre amenaces de no poder treballar per haver assistit al casament d'Ana Aznar.

## Filmografia parcial
- Los chicos con las chicas (1967)
- Un, dos, tres, al escondite inglés (1969)
- Enseñar a un sinvergüenza (1969)
- La orilla (1970)
- Vente a Alemania, Pepe (1970)
- Españolas en París (1970)
- Las Ibéricas F.C. (1971)
- Vente a ligar al Oeste (1971)
- La saga de los Drácula (1972)
- Flor de santidad (1972)
- Una monja y un Don Juan (1972)
- El poder del deseo (1975)
- Miedo a salir de noche (1979)
- La estanquera de Vallecas (1987)
- Cómo ser mujer y no morir en el intento (1991)
- Yo me bajo en la próxima ¿y usted? (1992)
- No te fallaré (2001)
- Historia de un beso (2002)
- Torremolinos 73 (2003)
- Tiovivo c. 1950 (2004)
- Sangre de mayo (2008)
- Los muertos no se tocan, nene (2011)
- 2 francos, 40 pesetas (2014)
- Barcelona, noche de invierno (2015)

## Televisió
- Platea
  - Malini (10 de juliol de 1963)
  - El cine en la última página (24 de juliol de 1963)
- Novela
  - Tres preguntas al destino (1 d'octubre de 1963)
  - El hombre del cuadro (25 de maig de 1964)
  - La familia de Domingo (13 de juliol de 1964)
  - Mujercitas (30 de novembre de 1964)
  - Cenicienta 401 (10 de maig de 1965)
  - La soltera rebelde (19 de juliol de 1965)
  - Orgullo y prejuicio (25 d'abril de 1966)
  - Telearañas (18 de juliol de 1966)
  - El fantasma y Doña Juanita (7 de novembre de 1966)
  - El aguilucho (28 de novembre de 1966)
  - El hombrecillo (30 de gener de 1967)
  - Patio de luces (13 de febrer de 1967)
  - Cinco cartas de Alemania (23 d'octubre de 1967)
  - Marieta y su familia (28 d'abril de 1969)
  - La gitanilla (13 d'abril de 1970)
  - Elia (10 de gener de 1972)
  - Las mentiras (18 de març de 1974)
  - Pepita Jiménez (6 de novembre de 1978)
- Estudio 3
  - Los señores de Morales (21 d'octubre de 1963)
- Primera fila
  - El árbol de los Linden (23 d'octubre de 1963)
  - Las flores (30 d'octubre de 1963)
  - Un marido de ida y vuelta (15 de gener de 1964)
  - Una mujer sin importancia (3 de juny de 1964)
  - Una noche de primavera sin sueño (5 d'agost de 1964)
  - Corrupción en el Palacio de Justicia (8 d'abril de 1965)
  - Desde los tiempos de Adán (21 d'abril de 1965)
  - El milagro en la Plaza del Progreso (11 d'agost de 1965)
- Mañana puede ser verdad
  - El zorro y el bosque (29 de maig de 1964)
  - La tercera expedición (26 de juny de 1964)
- Estudio 1
  - El último mono (6 de juliol de 1966)
  - ¿Qué hacemos con los hijos? (7 de setembre de 1966)
  - La cigüeña dijo sí (7 de desembre de 1966)
  - La herida del tiempo (18 de gener de 1967)
  - La casa de los siete balcones (21 de juny de 1967)
  - El caballero de las espuelas de oro (14 de maig de 1968)
  - Un paraguas bajo la lluvia (11 de febrer de 1969)
  - El jardín de los cerezos (27 de maig de 1969)
  - La noche del sábado (15 de gener de 1970)
  - Hoy es fiesta (12 de març de 1970)
  - Las tres hermanas (14 de maig de 1970)
  - El retamal (8 de setembre de 1972)
  - Juego de niños (3 de novembre de 1972)
  - 50 años de felicidad (22 de desembre de 1972)
  - En la ardiente oscuridad (13 d'abril de 1973)
  - Diálogos de carmelitas (27 d'abril de 1973)
  - Las brujas de Salem (11 de maig 1973)
  - Ocho mujeres (29 de juny de 1973)
  - El tintero (11 de maig de 1978)
  - El milagro de Ana Sullivan (20 de juliol de 1978)
  - Escuela de mujeres (14 de setembre de 1980)
  - El poder de las tinieblas (2 de novembre de 1980)
  - El pelícano (9 d'octubre de 1981)
- Teatro de humor
  - Las estrellas (8 de novembre de 1964)
- Gran Teatro
  - Hamlet (29 de novembre de 1964)
  - Las brujas de Salem (31 de gener de 1965)
- La pequeña comedia
  - El barrio y el rascacielos (5 de novembre de 1966)
  - En el bar (1 d'abril de 1968)
- Telecomedia de humor
  - Con la vida del otro (22 de gener de 1967)
- La familia Colón
  - Sacrificio por chiripa (3 de febrer de 1967)
- Hora once
  - El Apolo de Bellac (9 de febrer de 1969)
  - La bella del bosque (13 d'abril de 1969)
  - Llegada de noche (27 d'abril de 1969)
- Remite: Maribel (1970)
- Teatro de siempre
  - Más allá del invierno (3 de setembre de 1970)
  - Un drama nuevo (28 de febrer de 1972)
  - El día después de la feria (5 de gener de 1978)
  - El enfermo imaginario (15 d'octubre de 1979)
- Las doce caras de Eva
  - Leo (1 de desembre de 1971)
- Buenas noches, señores
  - Intermedio sentimental (23 de juny de 1972)
- Ficciones
  - El asesinato de Mr. Higginbotham (13 d'octubre de 1973)
  - Miedo (1 de gener de 1972)
- Noche de teatro
  - Los tres etcéteras de Don Simón (3 de maig de 1974)
- Cuentopos (1974)
- Teatro breve
  - Caperucita y el otro (10 de maig de 1981)
- La Celestina (1983)
- La voz humana
  - Petición de mano (18 de juliol de 1986)
- Recuerda cuándo (1987)
- Juego de niños (1991)
- Las chicas de hoy en día
  - Las chicas de hoy en día y el precio de la fama (17 de febrer de 1992)
  - Las chicas de hoy en día y el peso de la ley (2 de març de 1992)
- Médico de familia
  - Un beso en la boca (7 de novembre de 1995)
- Más que amigos
  - Desahuciados (1 de gener de 1997)
- Periodistas
  - No somos nada (1 de gener de 1998)
- Compañeros (1998-2002)
- 7 vidas
  - El disputado voto de la señora Sole (4 de maig de 2003)
- Los Serrano
  - Eva al desnudo (27 de gener de 2004)
- Casi perfectos
  - Las tácticas de una profesora muy salvaje (23 de febrer de 2004)
- Mis adorables vecinos (2004-2006)
- Cafetería Manhattan (2007)
- LEX (2008)
- ¡A ver si llego! (2009)
- Vida Loca (2011)
  - La madre que te parió (6 de juny de 2011)
- Águila Roja (2016)
- Las chicas del cable (2017-¿?)
- Estoy vivo
  - Más cerca que nunca (5 d'octubre de 2017)

## Teatre
- Los años del Bachillerato (1960), d'André Lacourn.
- Los ojos que vieron la muerte (1961), d'Agatha Christie.
- El rinoceronte (1961), d'Eugène Ionesco.
- Los inocentes de la Moncloa (1963), de José María Rodríguez Méndez.
- ¿Quién quiere una copla del Arcipreste de Hita? (1965), de José Martín Recuerda.
- Casi Lolita (1967), d'Alfonso Paso.
- ¡Estos chicos de ahora! (1967), d'Alfonso Paso.
- English Spoken (1968), de Lauro Olmo.[4]
- Por El Escorial, cariño mío (1968), d'Alfonso Paso.
- Los buenos días perdidos (1973), d'Antonio Gala.
- Las tres hermanas (1973), d'Anton Txékhov.
- El día después de la feria (1974) de Frank Harvey
- Las hermanas de Búfalo Bill (1975), de Manuel Martínez Medeiro.
- El adefesio (1976), de Rafael Alberti.
- Noche de guerra en el Museo del Prado (1978), de Rafael Alberti.
- La señora Tártara (1980), de Francisco Nieva.
- Dígaselo con Valium (1993), de José Luis Alonso de Santos.
- Mi querida familia (1994), de Neil Simon.
- La rosa tatuada (1998), de Tennessee Williams[5]
- El cartero de Neruda (2006), d'Antonio Skármeta.
- La marquesa de O (2009-2010), de Heinrich von Kleist.
- Las bicicletas son para el verano (2011), de Fernando Fernán Gómez (Radioteatre per la Cadena SER).
- Fedra (2018), de Paco Bezerra.

## Premis i candidatures
Premis Goya
| Any  | Categoria                | Pel·lícula          | Resultat  |
| ---- | ------------------------ | ------------------- | --------- |
| 2002 | millor actriu secundària | Historia de un beso | Candidata |
| 2008 | millor actriu secundària | Sangre de mayo      | Candidata |

Fotogramas de Plata
| Any  | Categoria                  | Sèrie      | Resultat  |
| ---- | -------------------------- | ---------- | --------- |
| 2000 | millor actriu de televisió | Compañeros | Candidata |

Premis TP d'Or
| Any  | Categoria                  | Sèrie                  | Resultat   |
| ---- | -------------------------- | ---------------------- | ---------- |
| 1981 | millor actriu de televisió | Estudio 1 Teatro breve | Guanyadora |
| 1987 | millor actriu de televisió | Recuerda cuándo        | Guanyadora |

Premis Iris
| Any  | Categoria                      | Sèrie      | Resultat  |
| ---- | ------------------------------ | ---------- | --------- |
| 2000 | millor interpretación femenina | Compañeros | Candidata |

Medalles del Cercle d'Escriptors Cinematogràfics
| Any  | Categoria                | Pel·lícula          | Resultat  |
| ---- | ------------------------ | ------------------- | --------- |
| 2002 | Millor actriu secundària | Historia de un beso | Candidata |
| 2008 | millor actriu secundària | Sangre de mayo      | Candidata |

Altres reconeixements
2000: Premi "Pepe Isbert" del Festival Internacional de Cinema de Comèdia de Peníscola.
- 2001: Medalla d'Or al Mèrit en les Belles Arts.[7]
- 2006: Premi Dafne d'Honor del III Festival Internacional de Cinema de Villaviciosa de Odón a la seva "excelsa i prolífica carrera artística".[8]
- 2007: Premi "8 de marzo" (Menció especial) atorgat per l'ajuntament de Getafe i el Consell Sectorial de la Dona de Getafe pel seu "compromís contra les injustícies i les desigualtats...".[9]

Entre altres premis, també ha estat reconeguda amb la Medalla d'Or de la província de Valladolid, el Premi de la Crítica i el Premi ABC.